# White Horse (Nova Jersey)
White Horse és una concentració de població designada pel cens dels Estats Units a l'estat de Nova Jersey. Segons el cens del 2000 tenia 9.373 habitants.

## Demografia
Segons el cens del 2000, White Horse tenia 9.373 habitants, 3.722 habitatges, i 2.687 famílies. La densitat de població era de 1.134,5 habitants per km².
Dels 3.722 habitatges en un 27,2% hi vivien nens de menys de 18 anys, en un 58,5% hi vivien parelles casades, en un 10,5% dones solteres, i en un 27,8% no eren unitats familiars. En el 24% dels habitatges hi vivien persones soles el 12,2% de les quals corresponia a persones de 65 anys o més que vivien soles. El nombre mitjà de persones vivint en cada habitatge era de 2,52 i el nombre mitjà de persones que vivien en cada família era de 3.
Per edats la població es repartia de la següent manera: un 20,6% tenia menys de 18 anys, un 6% entre 18 i 24, un 28,8% entre 25 i 44, un 24,8% de 45 a 60 i un 19,8% 65 anys o més.
L'edat mediana era de 42 anys. Per cada 100 dones de 18 o més anys hi havia 87,3 homes.
La renda mediana per habitatge era de 60.061 $ i la renda mediana per família de 67.050 $. Els homes tenien una renda mediana de 47.176 $ mentre que les dones 34.710 $. La renda per capita de la població era de 25.480 $. Aproximadament l'1,6% de les famílies i el 3,9% de la població estaven per davall del llindar de pobresa.

## Poblacions més properes
El següent diagrama mostra les poblacions més properes.